# Zlatokřídlec lipový
Zlatokřídlec lipový (Tiliacea citrago) je noční motýl z čeledi můrovitých, který dosahuje rozpětí křídel 28 až 34 mm. Obývá západopalearktickou oblast, což odpovídá téměř celé Evropě vyjma Iberského poloostrova, jižní Itálie, Řecka a větší části Skandinávie.